# چهره بقراطی

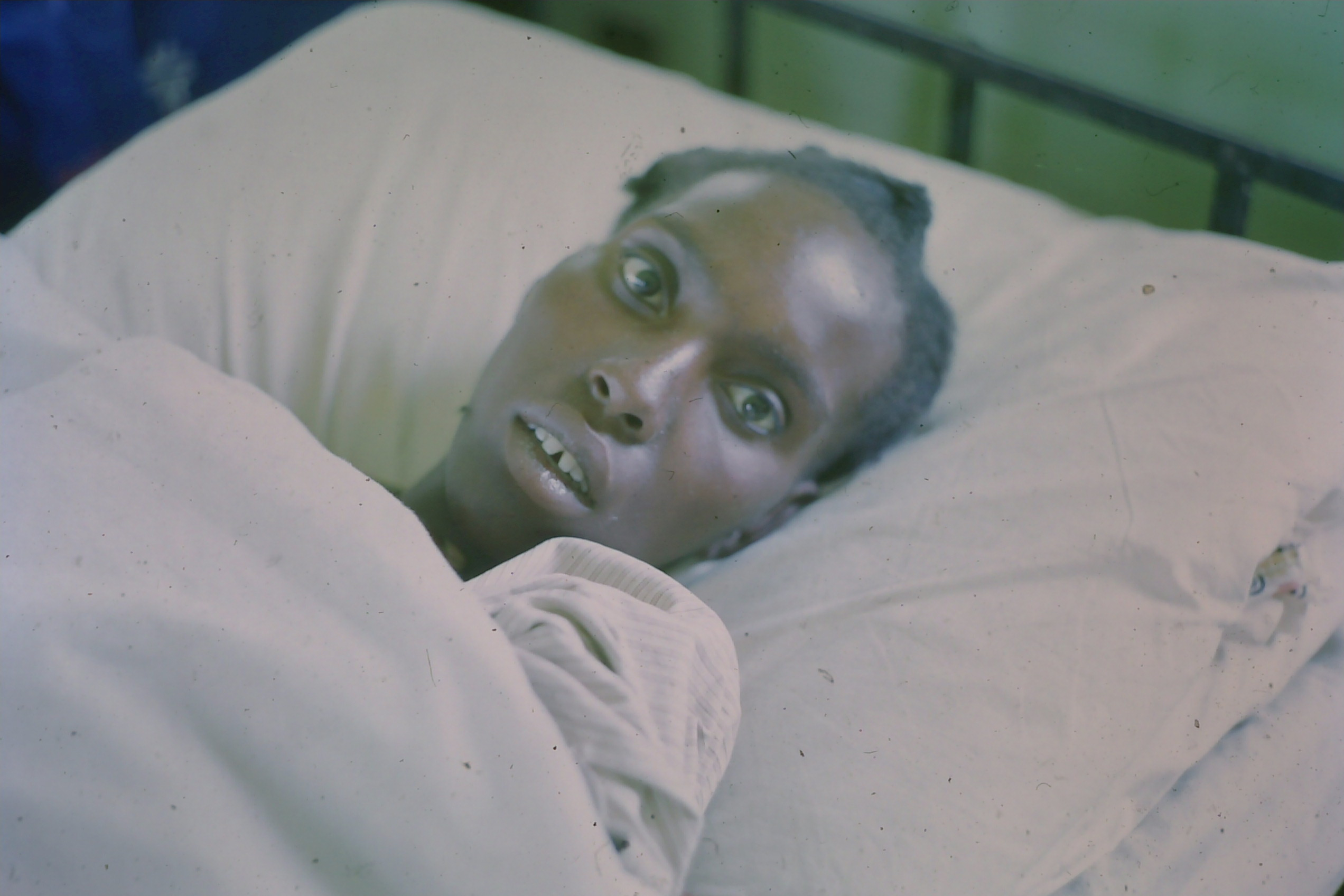
رخساره حصبه

چهرهٔ بقراطی (انگلیسی: Hippocratic facies) یا رخسارهٔ بقراطی (لاتین: facies Hippocratica) تغییری است که در چهرهٔ برخی بیماران پدید می‌آید و نشانه‌ای از مرگ قریب‌الوقوع و احتضار است. این حالت البته در برخی بیماری‌ها همچون اسهال شدید و گرسنگی‌های شدید هم دیده می‌شود و باید آن را از مرگ قریب‌الوقوع افتراق داد. (اصطلاح رخساره حصبه به حالت خیرگی خاص بیمار که اغلب در تب حصبه‌ای دیده می‌شود، اشاره دارد).
«اگر ظاهر [صورت بیمار] را بتوان این‌طور توصیف کرد: بینی تیز، چشم‌های گودشده، شقیقه‌ها به داخل فرورفته، گوش‌ها سرد و کشیده شده با لوب‌های منحرف‌شده، پوست صورت سفت، کشیده و خشک است، و چهره رنگ‌پریده یا تیره… و اگر در [مدت مقرر] بهبودی حاصل نشود، باید متوجه بود که این نشانهٔ احتضار است».
چهرهٔ بقراطی به نام بقراط که نخستین بار آن را توصیف کرد، نام‌گذاری شده است.
یک اصطلاح پزشکی مرتبط کاشکسی است که سندرم تحلیل رفتن بدن است که اغلب با مرگ همراه است.